# Bulciano
Bulciano è una frazione del comune italiano di Pieve Santo Stefano, nella provincia di Arezzo, in Toscana.

## Geografia fisica
Posto 6,9 km circa a nord del capoluogo, sulla cima del Poggio Spicchio (765 m s.l.m.), nel fianco orientale del Monte Castelsavino, il nucleo abitativo è organizzato intorno al culmine del colle, dove si trova la chiesa della Madonna Immacolata.

## Storia
L'antico castello, di cui non si individuano tracce, fu venduto nel 1272 insieme a Bulcianella all'abate dell'Abbazia del Trivio, dalla vedova di Orlando da Bulciano. Fu poi occupato dai Tarlati al tempo della loro dominazione sul capoluogo pievano, successivamente dai nobili della Faggiuola e dai conti di Montedoglio. Nel 1384 passò tra i possedimenti della Repubblica Fiorentina.
Nacquero nel 1832 e nel 1836 a Bulciano Francesco ed Eduardo Corazzini, da una nobile famiglia locale di possidenti e repubblicani. Il primo fu avviato alla carriera di insegnante, e divenne un importante filologo e storico, soprattutto per i suoi studi sulla nautica; il secondo è stato un patriota.   
Nel 1867 il poeta Giosuè Carducci fu ospite in Bulciano della famiglia Corazzini, e la sua esperienza è ritratta nell'ode "Agli amici della Valle Tiberina". Il primo gennaio del 1868 Eduardo Corazzini morì per le ferite riportate nella battaglia di Mentana, durante la sfortunata campagna romana di Garibaldi. In sua memoria il Carducci compose il celebre epodo "Per Eduardo Corazzini" (Giambi ed Epodi, Libro I).

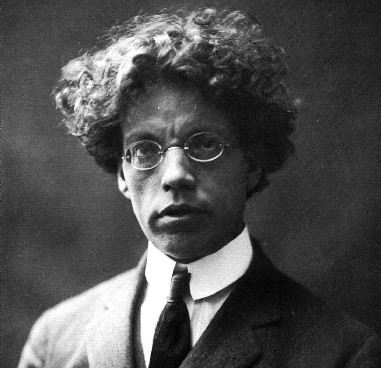
Giovanni Papini

Nel settembre del 1907 il poeta, filosofo e scrittore Giovanni Papini sposò la bulcianese Giacinta Giovagnoli. La sua villa, attigua a quella dei suoceri, divenne ospite di illustri personaggi del panorama culturale italiano del primo novecento, quali il poeta e pittore Ardengo Soffici, il poeta Giuseppe Ungaretti, il giornalista e scrittore Giuseppe Prezzolini, lo scrittore Domenico Giuliotti. A Bulciano Papini scrisse le sue opere maggiori e vi conobbe la conversione al cattolicesimo. Ancora oggi, sulla sommità del poggio prospiciente alla sua proprietà, v'è una croce eretta nel 1949 recante una stele con la lirica "Felicità irrimediabile".

## Citazioni
D’altra vita al rumor ritornerò;

Ma nel memore petto, o nuovi amici,

Un desío dolce e mesto io porterò.

Tua verde valle ed il bel colle aprico

Sempre, o Bulcian, mi pungerà d’amor;

Bulciano, albergo di baroni antico,

Or di libere menti e d’alti cor. (...)»
("Agli amici della Valle Tiberina", Giosuè Carducci - Giambi ed epodi)
(Giovanni Papini, "La Nunzia")